# Rakʿa
La rakʿa (in arabo ﺭﻛﻌـة‎?) è l'unità costituiva della preghiera islamica.
Ogni ṣalāt è composta da un diverso numero di tali unità, ognuna delle quali risulta composta dai seguenti movimenti del corpo, rigidamente stabiliti, da compiere dopo aver conseguito la purità rituale (wudu'), aver pronunciato mentalmente l'intenzione (niyya) di adempiere all'obbligo della preghiera canonica ed essersi orientati nella giusta direzione verso la Kaʿba di Mecca, 
1. Pronuncia del takbīr ("Allāhu akbar", ossia "Dio è Sommo").
2. Recita sottovoce della Sūrat al-Fātiḥa, la prima sūra "aprente" del Corano.
3. Recita sottovoce di altro brano coranico a scelta (solitamente di pochi versetti) (ayyàt).
4. Inchino (rakʿa ), da effettuare piegandosi in avanti a 90° e poggiando le mani sulle ginocchia, recitando sottovoce la formula "Subḥāna Rabbī l-ʿaẓīm! (Gloria al Signore Eccelso!).
5. Raddrizzamento del corpo (iʿtidāl), con l'imàm della preghiera che pronuncia la frase "Samiʿa Allāh li-man ḥāmida" (Dio ascolta chi Lo loda) e con l'assemblea che dopo dice: "Rabbanā la-Ka l-ḥamd!" (Signore nostro, a Te la lode!). In caso di preghiera singola chi prega pronuncia entrambe le frasi.
6. Prosternazione (sujūd). Ci si inginocchia e si pongono le mani a terra per prima e poi si poggia la fronte in terra, recitando la frase: "Subḥāna Rabbī l-āʿlā!" (Sia gloria all'Altissimo mio Signore!). È il gran numero di queste prosternazioni che comporta la callosità mostrata con orgoglio da vari musulmani, a dimostrazione della propria eccezionale devozione che li porta a compiere, al di là del dovuto, varie sujūd.
7. Accosciamento (julūs o quʿūd), sedendosi brevemente sui talloni.
8. Secondo dei sujūd (vedi punto 6).
9. Recupero della stazione eretta.

Ogni due rakʿa, da accosciati, si recitano alcune formule, fra cui la professione di fede (shahada) che costituisce il primo dei Pilastri dell'Islam, si loda il profeta Maometto e, solo dopo, ci si raddrizza. Si compie quindi un breve piegamento della testa prima a destra e poi a sinistra recitando la formula "al-Salām ʿalaykum wa raḥmatu 'llāhi wa barakàtuh" (La pace sia su di voi, la misericordia e le Sue benedizioni). 
C'è chi sostiene che ciò avvenga per rendere omaggio ai propri angeli custodi (che nell'Islam sono due) o per salutare chi preghi accanto, ma è evidente che ciò avrebbe senso solo allorché si preghi collettivamente ma è noto che la preghiera assolta da soli avvenga nello stragrande numero dei casi.